# Wojciech Józef Morawski
Wojciech Józef Bolesław-Morawski herbu Nałęcz (ur. 25 września 1810 w Warszawie, zm. 26 sierpnia 1875 w Oporowie) – polski duchowny rzymskokatolicki.

## Życiorys
Był synem Józefa i Pauli z Łubieńskich. W 1826 roku rozpoczął naukę w gimnazjum w Lesznie. Był uczestnikiem powstania listopadowego, brał udział w bitwie pod Olszynką Grochowską. W dniu 25 maja 1831 za okazane męstwo został odznaczony złotym krzyżem Virtuti Militari. Po powstaniu wyjechał studiować prawo i filozofię na uniwersytecie w Berlinie po ukończeniu nauki zajął się administrowaniem rodzinnej posiadłości. W owym czasie brał udział w pracach Towarzystwa Rolniczego w Gostyniu pisał artykuły do Przewodnika Rolniczo-Przemysłowego oraz wychodzącego w Lesznie Przyjaciela Ludu. W 1843 roku poślubił Marię Grocholską. Dziesięć lat później po śmierci żony postanowił wstąpić do stanu duchownego. Studiował teologię w Rzymie. Początkowo był księdzem parafialnym w Kamieńcu Podolskim i otrzymał tytuł kanonika. W 1862 ks. Wojciech Morawski przeniósł się do Warszawy był duszpasterzem przy kościele pod wezwaniem św. Aleksandra tam również otrzymał tytuł kanonika płockiego. Odwiedzał więźniów politycznych osadzonych w Cytadeli aresztowanych po wybuchu Powstania Styczniowego. Pod koniec 1865 roku został zmuszony przez władze carskie do wyjazdu z Królestwa Polskiego. Powrócił w rodzinne strony do Oporowa i był kapłanem przy miejscowej parafii. W sąsiednim Oporówku pomagał siostrom ze Zgromadzenia Służebniczek które prowadziły ochronkę dla dzieci i opiekowały się chorymi.